# ممدوح الولي
ممدوح خليل السيد الولى، هو أول نقيب للصحفيين المصريين عقب ثورة 25 يناير، وتولى المنصب عقب فوزه من الجولة الأولى في الانتخابات التي جرت يوم 26 أكتوبر2011، على أقرب منافسيه الصحفي يحيى قلاش بفارق 247 صوتا، حيث حصل الولي على 1646 صوتًا، وقلاش على 1399 صوتاً، فيما حصل المرشح سيد الإسكندراني على 18 صوتا ومحمد المغربي على 9 أصوات.
وأعلن ممدوح الولي في فبراير 2013 اعتذاره عن عدم الترشح لدورة جديدة على منصب نقيب الصحفيين، بعد توليه رئاسة مجلس إدارة مؤسسة «الأهرام»، وأكد أن سبب اعتذاره عن المنصب هو «رغبته في التفرغ للعمل بمؤسسة الأهرام في ظل المنافسة الشرسة بالسوق الصحفية. فضلاً عن حالة التردي المهني والجو غير الطبيعي للعمل النقابي خلال الفترة الأخيرة».

وخلفه في منصب النقيب ضياء رشوان مدير مركز الأهرام للدراسات السياسية والاستراتيجية بعد فوزه في الانتخابات التي أجريت في مارس 2013.
ولد ممدوح الولي في 9 سبتمبر 1957، بقرية الشعراء في محافظة دمياط، وحصل على بكالوريوس الصحافة من كلية الإعلامبجامعة القاهرة عام 1979، كما حصل على دبلوم الائتمان من الأكاديمية العربية للعلوم المالية والمصرفية في الأردن، وهو متخصص في المصارف والبورصة، ومحلل اقتصادي للتطورات الجارية في الاقتصاد العربي والدولي.

## التاريخ المهني والنقابي
بدأ الولي عمله الصحفي عام 1983، في قسم التحقيقات الصحفية بصحيفة الأهرام، ثم انتقل لقسم الاقتصاد عام 1990 وحتى الآن، كما تولى مسؤولية تحرير مجلة نقابة المهندسين عام 1990 ولمدة عامين.
وتولى منصب أمين صندوق نقابة الصحفيين بالانتخاب خلال دورتين نقابيتين، من عام 1999 إلى أكتوبر 2007، كما كان مقرر اللجنة الاقتصادية في النقابة بين عامي 1999 و2002.
وعمل الولي مع مكتب وكالة رويترز في القاهرة لمدة ثلاث سنوات بين عامي 1996 و1999. وخلال عام 2006 تولى مسؤولية رئاسة تحرير قسم الأخبار الاقتصادية بموقع مباشر الإلكترونى المتخصص في أسواق المال العربية، وشغل منصب مستشار مجلة «الطاقة والاسثمار» عام 2007.

## الولي رئيسا لمجلس إدارة مؤسسة «الأهرام»
في 4 سبتمبر 2012 وافق مجلس الشورى «الغرفة الثانية بالبرلمان المصري» في جلسته برئاسة الدكتور أحمد فهمي، على تعيين ممدوح الولي رئيسا لمجلس إدارة مؤسسة «الأهرام»، ضمن التغييرات الشاملة التي أقرها المجلس على رؤساء مجالس إدارات الصحف القومية بالكامل، كما تم اختياره في التشكيل الجديد لـالمجلس الأعلى للصحافة، ضمن رؤساء مجالس إدارات ثمانية مؤسسات قومية هي [الأهرام]، و[الأخبار]، و[دار التحرير]، و[دار الهلال]، و[روزاليوسف]، و[دار المعارف]، و[وكالة أنباء الشرق الأوسط]، و[الشركة القومية للتوزيع].
في 10 سبتمبر 2013 قرر [المجلس الأعلى للصحافة]، تفويض [عمر سامي]، المدير العام لمؤسسة الأهرام، للقيام بمهام رئيس مجلس إدارة المؤسسة بشكل مؤقت، استنادًا إلى توصية الجمعية العمومية للأهرام، بعزل ممدوح الولي من رئاسة مجلس الإدارة، وأكد المجلس أن القرار «تفويض مؤقت وليس تعيين».
وبعد قرار المجلس الأعلى للصحافة، أقام ممدوح الولى، دعوى قضائية أمام محكمة القضاء الإدارى طالب فيها بإصدار حكم قضائى بإلزام رئيس المجلس الأعلى للصحافة بعودتة لرئاسة الأهرام، وقال إن قرار عزله من رئاسة الأهرام جاء بالمخالفة لقانون الصحافة (رقم 69 لسنة 1996) الذي تم اختياره لرئاسة مجلس إدارة الأهرام طبقًا لأحكامه، وبدون أي أسباب.

## مؤلفاته
صدرت له خمسة كتب هي:
1. «سكان العشش والعشوائيات.. الخريطة الإسكانية للمحافظات» عام 1993.
2. «أداء البنوك المصرية» - 1998.
3. «بورصات الأوراق المالية العربية ما بين دفع التنمية وإعاقتها»، عام 2007.
4. «اقتصادات دول حوض النيل»، عام 2010.
5. «مشاهد من الاقتصاد المصرى.. حوارات مبسطة»، عام 2011.

## أوراق بحثية
شارك ممدوح الولي بأوراق بحثية ومحاضرات في العديد من الندوات والمؤتمرات العلمية منها:

1. خلو المساكن من المراحيض.. ظاهرة منسية بالمجتمع المصري أبريل 1995
2. الجهاز المصرفى المصري في التسعينات - عام 2000
3. استثمار أموال التأمينات الاجتماعية بين الودائع الإلزامية والمساهمات الإجبارية – 2002
4. نماذج من المقاطعة الاقتصادية عربيا ودوليا – يوليو 2003
5. صناعة الدواء العربية بين التحديات الداخلية والتربس – يونيو 2004
6. صناعة الحديد والأبعاد الاحتكارية في تسعير حديد التسليح - عام 2004
7. آفاق التعاون المصرفى العربي الأوربى – نوفمبر 2004
8. سوق الأسمنت المصرية بين الخصخصة وسيطرة الأجانب - عام 2005
9. موقع البنوك الإسلامية بالجهاز المصرفى المصري – مايو 2005
10. العلاقة بين البنوك الإسلامية والصحافة – الحالة المصرية – مايو 2005
11. المعونات الدولية والتجربة المصرية للاستفادة منها - 2006
12. الآثار الاقتصادية والاجتماعية لبورصات الأوراق المالية – الحالة المصرية - 2007
13. مظاهر الضعف بالبورصات العربية – فبراير 2007
14. واقع الاقتصاديات العربية - أبريل 2007
15. اقتصاديات العالم الإسلامي – يوليو2007
16. دور المجتمع المدني في التنمية الاقتصادية – أكتوبر 2007
17. واقع التمويل متناهى الصغر.. بين الجمعيات الأهلية والبنوك – ديسمبر 2007
18. موقع تجارة الخدمات في موارد موازين المدفوعات دوليا – يناير 2008
19. البيانات الاقتصاديه وأساليب التناول الإعلامى لها – يناير 2008
20. عشوائية الأرقام الاقتصادية في مصر – أبريل 2008
21. قانون المحاكم الاقتصادية بين مطالب القضاة وسطوة الحكومة – يونيو 2008
22. مستقبل الهيمنة الاقتصادية الأمريكية - 2008
23. أزمة الغذاء العالمى وأساليب المواجهة عربيا – أغسطس 2008
24. الأزمة المالية العالمية وآثارها على الاقتصاد المصري - أكتوبر 2008
25. تمويل الصناعة المصرية في ظل الأزمة الاقتصاديه العالمية – أكتوبر 2008
26. العشوائيات.. الحل الأهلى لمشكلة الإسكان نوفمبر 2008
27. العلاقات الاقتصادية المصرية التركية – نوفمبر 2008
28. التجارة الدولية للبترول وموقع العالم العربي بها – يناير 2009
29. الاقتصاد الإسرائيلى.. مواطن القوة والضعف – يناير 2009
30. الآثار الدولية للأزمة الاقتصادية العالمية – فبراير 2009
31. نصيب العرب من الإستثمار الأجنبى المباشر الدولى – أبريل 2009
32. التجربة المصرية للتأمين التكافلى – أبريل 2009
33. التجارة الدولية للغاز الطبيعى وموقع العالم العربي بها – أبريل 2009
34. الواقع الإقتصادى لدول حوض النيل – سبتمبر 2009
35. أسعار البترول.. من يحددها المنتجون أم المستوردون؟ نوفمبر 2009
36. الآثار الإقليمية لمشكلة ديون دبى – ديسمبر 2009
37. العلاقات الاقتصادية بين مصر ودول حوض النيل – مايو 2010
38. تمويل البحث العلمي في مصر – مايو 2010
39. الاقتصاد المصري بعد ثورة يناير 2011 – مارس 2011
40. إصلاح الموازنة المصرية مايو 2011
41. التحديات الاقتصادية بعد الثورة يونيو 2011
42. آفاق الصحافة المصرية بعد الثورة أغسطس 2011
43. التداعيات الاقتصادية للتجزئة على العالم العربي. سبتمبر 2011
44. آفاق الإصلاح الاقتصادى المصري نوفمبر 2011

## وصلات خارجية
- تغييرات الصحف المصرية القومية تعكس العهد الجديد
- نقيب الصحفيين السابق ممدوح الولي يكتب: الحرية المسلوبة
- ممدوح الولى: لست مرشح الإخوان
- ممدوح الولي: ديون مؤسسة الأهرام 6.2 مليار جنيه